# XXV Concurs de castells de Tarragona

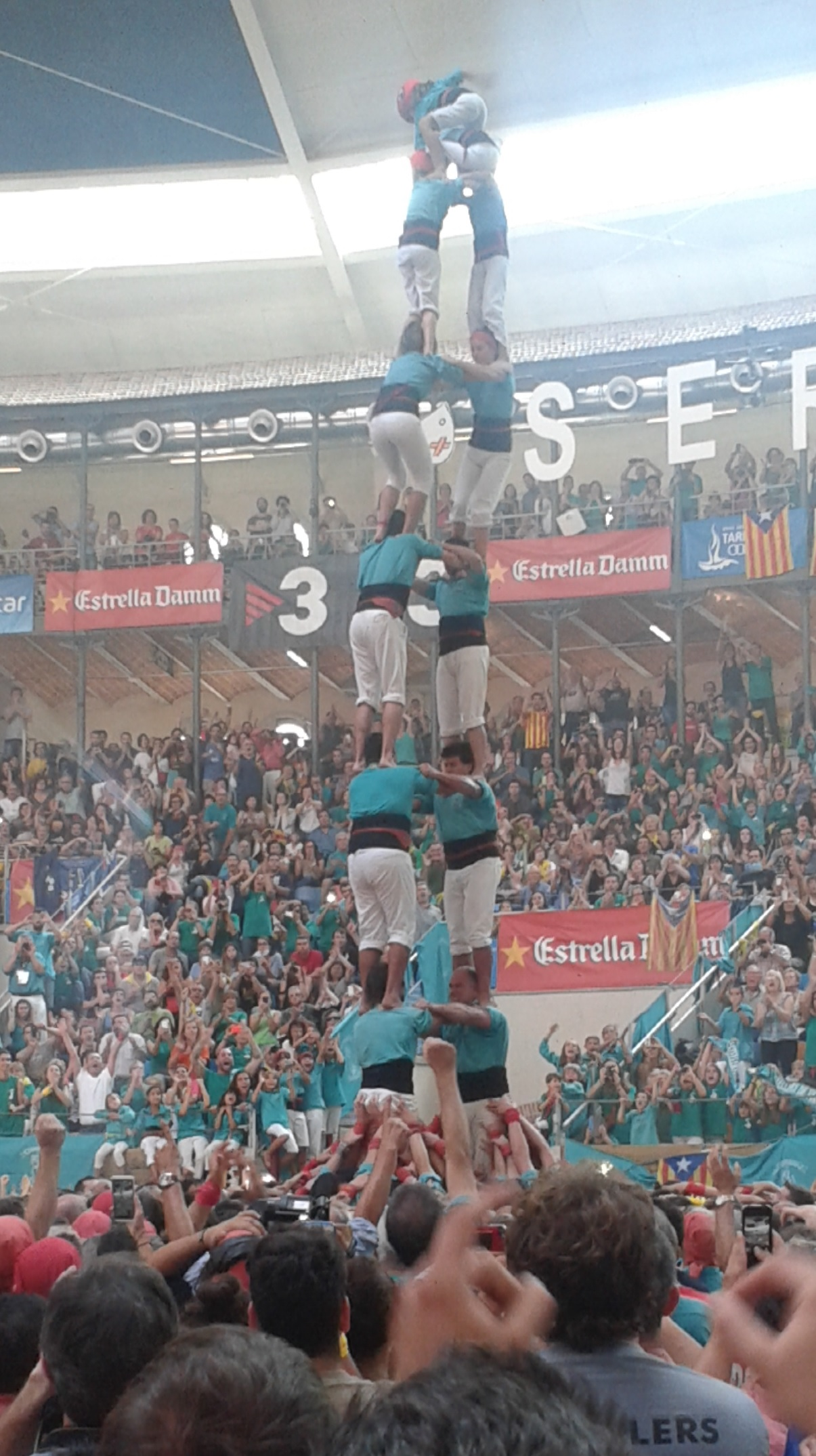
Torre de vuit sense folre carregada pels Castellers de Vilafranca.

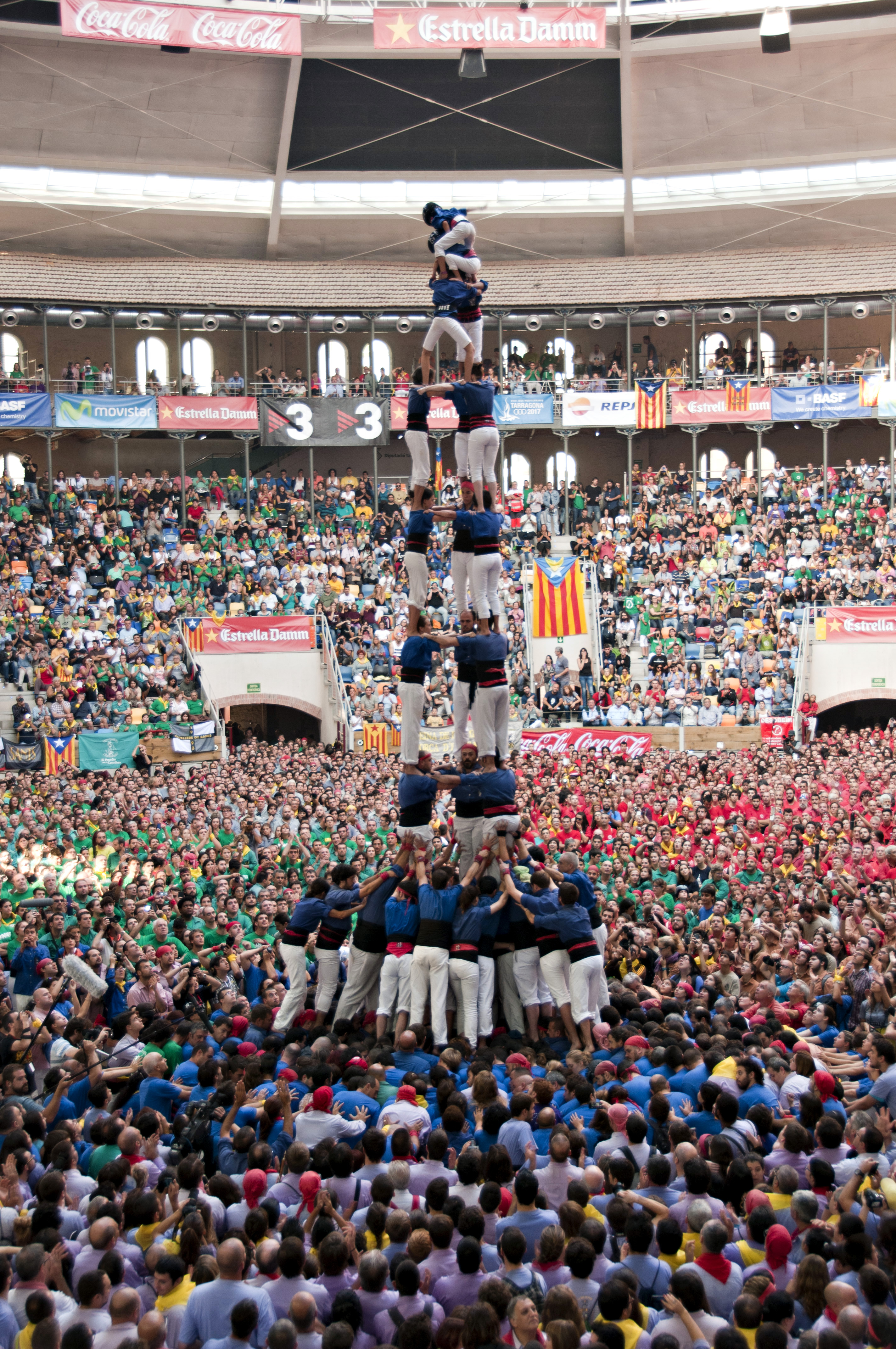
3 de 9 amb folre descarregat pels Castellers de la Vila de Gràcia.

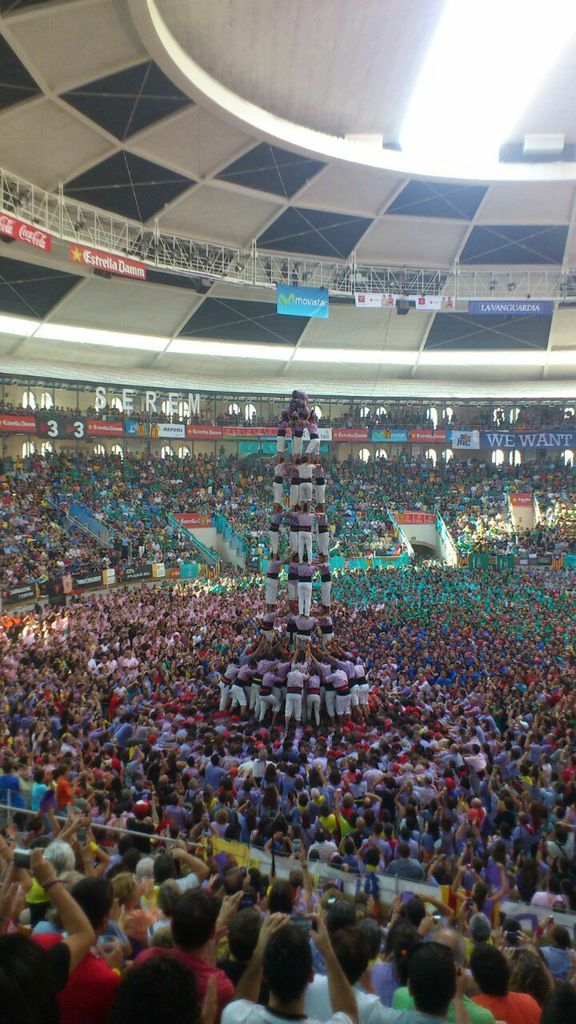
11è 5de9f descarregat consecutiu de la Colla Jove de Tarragona

El XXV Concurs de Castells de Tarragona tingué lloc el diumenge 28 de setembre de 2014 a la plaça del Castell de Torredembarra i el dissabte 4 i diumenge 5 d'octubre del mateix any a la Tarraco Arena Plaça de Tarragona. Fou el quaranta-vuitè concurs de castells de la història i la vint-i-cinquena edició del concurs de castells de Tarragona, organitzat biennalment per l'Ajuntament de Tarragona. Celebrat per primera vegada en tres jornades diferents i amb la participació de 41 colles, va ser el concurs de castells amb més participació de la història.
Els Castellers de Vilafranca es van proclamar vencedors per desena vegada en el seu historial, setena de manera consecutiva, amb el 3 de 10 amb folre i manilles carregat, el 2 de 8 sense folre carregat i el 3 de 9 amb folre i l'agulla. A banda també descarregaren el 4 de 9 amb folre i l'agulla, que no puntuà. Rere seu i amb 55 punts de diferència es classificà la Colla Vella dels Xiquets de Valls, amb el 3 de 10 amb folre i manilles i el 2 de 8 sense folre carregats i el 4 de 9 amb folre i l'agulla descarregat, aconseguint la seva millor actuació de la història. En tercera posició, completant el podi, es classificà la Colla Jove Xiquets de Tarragona amb el primer 3 de 10 amb folre i manilles carregat del seu historial, el 5 de 9 amb folre i el 9 de 8.

## Participants
Segons la normativa del XXV Concurs de castells de Tarragona, van tenir-hi dret a participar les 42 colles més ben classificades segons el Rànquing Estrella Concurs. El criteri de selecció del concurs comptabilitzà les tres millors construccions de cadascuna de les cinc millors diades de cada colla, durant les actuacions realitzades des de l'1 de setembre de 2013 fins al 31 d'agost de 2014, d'acord amb la mateixa taula de puntuacions del concurs. Finalment hi van actuar 41 colles. Les 12 colles més ben classificades segons el Rànquing Estrella Concurs van actuar diumenge 5 d'octubre, les 18 posteriors el dissabte 6 i les 11 darreres classificades ho van fer el diumenge 28 de setembre a Torredembarra.
A l'habitual renúncia dels Minyons de Terrassa, única entre les grans colles del món casteller, cal afegir 11 colles més que havien de participar en la jornada del diumenge 28 de setembre a Torredembarra. Això va fer que finalment fossin 41 les colles participants.

## Resultats

### Classificació
| Resultat              |
| --------------------- |
| Descarregat (D)       |
| Carregat (C)          |
| Intent (I)            |
| Intent desmuntat (ID) |

Classificació final del XXV Concurs de castells de Tarragona:
Llegenda
| f: amb folre a: amb agulla o pilar al mig ps: aixecat per sota | fm: amb folre i manilles fa: amb folre i l'agulla o el pilar al mig sf: sense folre | sm: sense manilles fmp: amb folre, manilles i puntals * : penalitzacions |

| Pos. | Colla                              | Dia      | Castells intentats | Castells intentats | Castells intentats | Castells intentats | Castells intentats | Punts | Premi    | Notes                                                                                      |
| Pos. | Colla                              | Dia      | 1a ronda           | 2a ronda           | 3a ronda           | 4a ronda           | 5a ronda           | Punts | Premi    | Notes                                                                                      |
| ---- | ---------------------------------- | -------- | ------------------ | ------------------ | ------------------ | ------------------ | ------------------ | ----- | -------- | ------------------------------------------------------------------------------------------ |
| 1    | Castellers de Vilafranca           | Dg 5/10  | 4de9fa             | 3de9fa             | 2de8sf(c)          | 3de10fm(c)         | —                  | 6.025 | 14.850 € |                                                                                            |
| 2    | Colla Vella dels Xiquets de Valls  | Dg 5/10  | 4de9fa             | 3de10fm(c)         | 2de8sf(c)          | —                  | 4de9sf(id)         | 5.970 | 9.900 €  | Millor actuació de la colla.                                                               |
| 3    | Colla Jove Xiquets de Tarragona    | Dg 5/10  | 9de8               | 5de9f              | 3de9fa(i)          | 3de10fm(c)         | —                  | 5.235 | 8.910 €  | Millor actuació de la colla. Primer 3de10fm carregat.                                      |
| 4    | Xiquets de Tarragona               | Dg 5/10  | 3de9f              | 2de9fm(i)          | 2de9fm(c)*         | 4de9f*             | —                  | 3.495 | 7.560 €  | Primers castells de 9 descarregats en un concurs                                           |
| 5    | Castellers de la Vila de Gràcia    | Dg 5/10  | 3de9f              | 4de9f*             | 3de8a              | —                  | —                  | 2.970 | 6.660 €  | Igualen la millor actuació de la colla.                                                    |
| 6    | Castellers de Barcelona            | Dg 5/10  | 4de8a              | 4de9f              | 3de9f              | —                  | —                  | 2.935 | 5.940 €  | Igualen la millor actuació de la colla. Primers castells de 9 en un concurs.               |
| 7    | Colla Joves Xiquets de Valls       | Dg 5/10  | 5de9f              | 4de9sf(id)         | 4de9sf(id)         | 3de9f              | Pde8fm(i)          | 2.850 | 5.490 €  | [ 13 ]                                                                                     |
| 8    | Castellers de Sants                | Dg 5/10  | 3de9f              | 4de9f(c)           | 2de9fm(i)          | 5de8*              | —                  | 2.765 | 5.040 €  | Primer intent de 2de9fm i d'un gamma extra de la colla.                                    |
| 9    | Capgrossos de Mataró               | Dg 5/10  | 4de9f              | 3de9f(c)           | —                  | 2de9fm(i)          | 2de8f*             | 2.685 | 4.590 €  | [ 15 ]                                                                                     |
| 10   | Xiquets de Reus                    | Dg 5/10  | 5de8               | 3de9f              | 2de8f              | —                  | —                  | 2.510 | 4.320 €  | Igualen la millor actuació de la colla.                                                    |
| 11   | Castellers de Sabadell             | Dg 5/10  | 2de8f              | 5de8               | 3de9f(c)           | —                  | —                  | 2.365 | 3.960 €  | Millor actuació de la colla. Primer 3de9f carregat.                                        |
| 12   | Nens del Vendrell                  | Dg 5/10  | 3de8               | 2de8f              | 4de8               | Pde6               | —                  | 1.660 | 3.870 €  | Millor actuació de la colla.                                                               |
| 13   | Castellers de Sant Cugat           | Ds 4/10  | 3de8               | 2de8f              | 4de8               | —                  | —                  | 1.635 | 3.500 €  | Igualen la millor actuació de la colla. Guanyadors de la jornada del dissabte 4 d'octubre. |
| 14   | Xicots de Vilafranca               | Ds 4/10  | 3de8               | 2de8f*             | 4de8               | 5de8(i)            | —                  | 1.635 | 3.400 €  |                                                                                            |
| 15   | Moixiganguers d'Igualada           | Ds 4/10  | 4de8               | 2de8f              | 3de8(id)           | 3de8*              | —                  | 1.635 | 3.300 €  | Millor actuació de la colla. Primer 3de8 de la colla.                                      |
| 16   | Marrecs de Salt                    | Ds 4/10  | 3de8               | 2de8f(c)           | 9de7               | 4de8               | —                  | 1.550 | 3.100 €  | Primer 9de7 de la colla.                                                                   |
| 17   | Xics de Granollers                 | Ds 4/10  | 4de8               | 3de8               | 2de8f(id)          | —                  | 2de7               | 1.410 | 3.000 €  |                                                                                            |
| 18   | Bordegassos de Vilanova            | Ds 4/10  | 4de8               | 9de7               | 2de7               | 3de8*              | —                  | 1.410 | 2.900 €  | Primer 9de7 de la colla.                                                                   |
| 19   | Castellers de Lleida               | Ds 4/10  | 3de8               | 2de8f(c)           | 7de7               | —                  | —                  | 1.395 | 2.700 €  |                                                                                            |
| 20   | Sagals d'Osona                     | Ds 4/10  | 3de8               | 2de8f(id)          | 2de8f(c)*          | 7de7               | —                  | 1.395 | 2.600 €  |                                                                                            |
| 21   | Castellers de Sant Pere i Sant Pau | Ds 4/10  | 2de7               | 3de8               | 7de7               | —                  | —                  | 1.255 | 2.500 €  | Millor actuació de la colla. Primer 3de8 descarregat.                                      |
| 22   | Castellers del Poble Sec           | Ds 4/10  | 2de7               | 4de8(c)            | 4de7a              | —                  | —                  | 1.115 | 2.300 €  |                                                                                            |
| 23   | Castellers d'Esplugues             | Ds 4/10  | 5de7               | 4de8               | 3de7ps             | —                  | —                  | 1.085 | 2.200 €  |                                                                                            |
| 24   | Castellers de Terrassa             | Ds 4/10  | 7de7               | 4de8(c)            | 2de7(id)           | 5de7               | —                  | 995   | 2.100 €  |                                                                                            |
| 25   | Castellers d'Esparreguera          | Ds 4/10  | 5de7               | 7de7               | 2de7(c)            | —                  | —                  | 980   | 1.900 €  |                                                                                            |
| 26   | Xiquets del Serrallo               | Ds 4/10  | 7de7               | 5de7a(c)           | 9de7(c)            | —                  | —                  | 965   | 1.800 €  | Primer 5de7a carregat de la colla. Primer 9de7 carregat de la colla.                       |
| 27   | Castellers de la Sagrada Família   | Ds 4/10  | 3de7ps             | 7de7               | 5de7               | —                  | —                  | 930   | 1.700 €  |                                                                                            |
| 28   | Salats de Súria                    | Ds 4/10  | 4de7a              | 5de7               | 3de7a              | 2de7(id)           | —                  | 830   | 1.600 €  |                                                                                            |
| 29   | Colla Jove de Castellers de Sitges | Ds 4/10  | 7de7               | 5de7(id)           | 5de7*              | 4de7a(i)           | 4de7               | 795   | 1.500 €  |                                                                                            |
| 30   | Tirallongues de Manresa            | Dg 28/09 | 5de7               | 5de7a              | —                  | —                  | —                  | 610   | 1.400 €  | Primer 5de7a de la colla                                                                   |
| 31   | Castellers de Berga                | Dg 28/09 | 7de7               | 5de7               | —                  | —                  | —                  | 595   | 1.300 €  |                                                                                            |
| 32   | Castellers de Badalona             | Dg 28/09 | 5de7               | 4de7a              | —                  | —                  | —                  | 565   | 1.200 €  |                                                                                            |
| 33   | Nois de la Torre                   | Ds 4/10  | 4de7               | 3de7               | 2de6               | 4de7a(id)          | —                  | 565   | 1.100 €  |                                                                                            |
| 34   | Vailets de l'Empordà               | Dg 28/09 | 3de7a              | 4de7a              | —                  | —                  | —                  | 540   | 1.050 €  | Primera participació a un concurs de castells.                                             |
| 35   | Nyerros de la Plana                | Dg 28/09 | 4de7               | 4de7a              | —                  | —                  | —                  | 475   | 1.000 €  |                                                                                            |
| 36   | Colla Jove Xiquets de Vilafranca   | Dg 28/09 | 3de7               | 4de7a(c)           | —                  | —                  | —                  | 465   | 950 €    |                                                                                            |
| 37   | Castellers de Caldes de Montbui    | Dg 28/09 | 4de7               | 3de7               | —                  | —                  | —                  | 410   | 900 €    |                                                                                            |
| 38   | Castellers de Mallorca             | Dg 28/09 | 3de7               | 4de7*              | —                  | —                  | —                  | 410   | 850 €    |                                                                                            |
| 39   | Castellers d'Altafulla             | Dg 28/09 | 5de7               | 3de7a(i)           | —                  | —                  | —                  | 290   | 800 €    |                                                                                            |
| 40   | Castellers de Castelldefels        | Dg 28/09 | 3de7               | 4de7(id)           | —                  | —                  | —                  | 210   | 750 €    |                                                                                            |
| 41   | Castellers de les Roquetes         | Dg 28/09 | 4de7               | 3de7(id)           | —                  | —                  | —                  | 200   | 700 €    | Primer intent de 3de7 de la colla.                                                         |

## Estadística

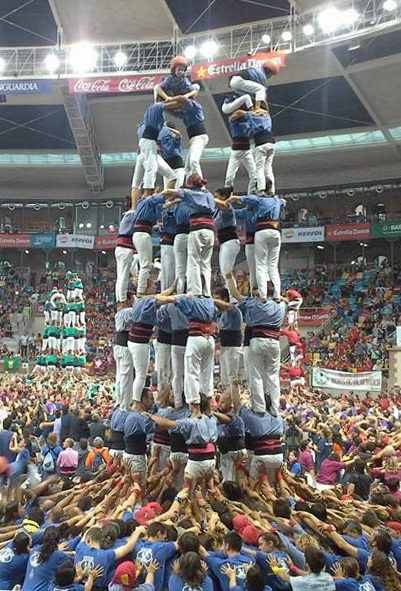
9 de 7 descarregat pels Marrecs de Salt

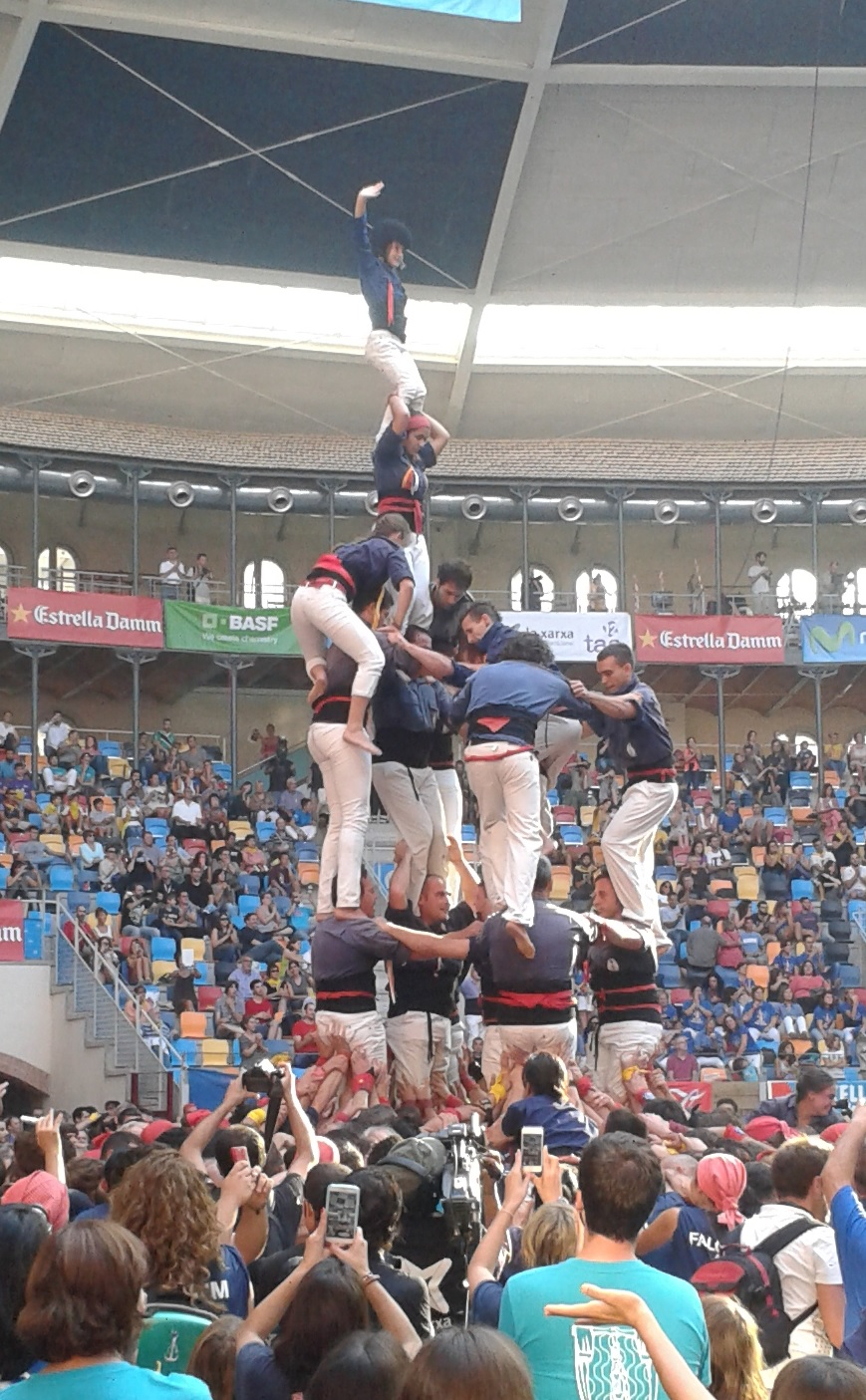
5 de 7 amb l'agulla carregat pels Xiquets del Serrallo

Es van fer 132 intents de castells entre 41 colles i es van provar 29 construccions diferents que, en ordre de dificultat creixent, anaven des del 2 de 6 al 3 de 10 amb folre i manilles. De les 132 temptatives que es van fer, es van descarregar 94 castells (71,21%) i se'n van carregar 18 més (13,64%), que conjuntament representen 112 castells amb l'aleta completada (84,85%). El nombre de castells descarregats va suposar una xifra rècord en el nombre absolut de tots els concursos de castells, tot i que percentualment va baixar 3 punts respecte a l'edició del 2012. La resta d'intents van ser 8 intents fallits (6,06%) i 12 intents desmuntats (9,09%). La xifra global de caigudes, d'entre castells que van fer llenya abans i després de l'aleta, va ser de 20 castells (15,15%), 11 dels quals van ser intents de castells de gamma extra.

### Per castell
La següent taula mostra l'estadística dels castells que es van intentar al concurs de castells. Els castells apareixen ordenats, de major a menor dificultat, segons la taula de puntuacions del concurs de castells del 2014.
| Núm.        | Castell                                  | Descarregat | Carregat | Intent | Intent desmuntat | Total |
| ----------- | ---------------------------------------- | ----------- | -------- | ------ | ---------------- | ----- |
| 1           | 3 de 10 amb folre i manilles (3de10fm)   | —           | 3        | —      | —                | 3     |
| 2           | 2 de 8 sense folre (2de8sf)              | —           | 2        | —      | —                | 2     |
| 3           | 4 de 9 sense folre (4de9sf)              | —           | —        | —      | 3                | 3     |
| 4           | 3 de 9 amb folre i l'agulla (3de9fa)     | 1           | —        | 1      | —                | 2     |
| 5           | 4 de 9 amb folre i l'agulla (4de9fa)     | 2           | —        | —      | —                | 2     |
| 6           | 5 de 9 amb folre (5de9f)                 | 2           | —        | —      | —                | 2     |
| 7           | Pilar de 8 amb folre i manilles (Pde8fm) | —           | —        | 1      | —                | 1     |
| 8           | 2 de 9 amb folre i manilles (2de9fm)     | —           | 1        | 3      | —                | 4     |
| 9           | 9 de 8 (9de8)                            | 1           | —        | —      | —                | 1     |
| 10          | 3 de 9 amb folre (3de9f)                 | 6           | 1        | —      | —                | 7     |
| 11          | 4 de 9 amb folre (4de9f)                 | 4           | 1        | —      | —                | 5     |
| 12          | 3 de 8 amb l'agulla (3de8a)              | 1           | —        | —      | —                | 1     |
| 13          | 4 de 8 amb l'agulla (4de8a)              | 1           | —        | —      | —                | 1     |
| 14          | 5 de 8 (5de8)                            | 3           | —        | 1      | —                | 4     |
| 15          | 2 de 8 amb folre (2de8f)                 | 7           | 3        | —      | 2                | 12    |
| 16          | 3 de 8 (3de8)                            | 10          | —        | —      | 1                | 11    |
| 17          | Pilar de 6 (Pde6)                        | 1           | —        | —      | —                | 1     |
| 18          | 4 de 8 (4de8)                            | 8           | 2        | —      | —                | 10    |
| 19          | 2 de 7 (2de7)                            | 4           | 1        | —      | 2                | 7     |
| 20          | 9 de 7 (9de7)                            | 2           | 1        | —      | —                | 3     |
| 21          | 3 de 7 aixecat per sota (3de7ps)         | 1           | —        | —      | —                | 1     |
| 22          | 5 de 7 amb l'agulla (5de7a)              | 1           | 1        | —      | —                | 2     |
| 23          | 7 de 7 (7de7)                            | 9           | —        | —      | —                | 9     |
| 24          | 5 de 7 (5de7)                            | 10          | —        | —      | 1                | 11    |
| 25          | 4 de 7 amb l'agulla (4de7a)              | 5           | 1        | 1      | 1                | 8     |
| 26          | 3 de 7 amb l'agulla (3de7a)              | 2           | —        | 1      | —                | 3     |
| 27          | 3 de 7 (3de7)                            | 5           | —        | —      | 1                | 6     |
| 28          | 4 de 7 (4de7)                            | 6           | —        | —      | 1                | 7     |
| 29          | 2 de 6 (2de6)                            | 1           | —        | —      | —                | 1     |
| Total       | Total                                    | 94          | 18       | 8      | 12               | 132   |
| Percentatge | Percentatge                              | 71,21%      | 13,64%   | 6,06%  | 9,09%            | 100%  |

### Per colla
La següent taula mostra els castells intentats per cadascuna de les colles amb relació a la dificultat que tenen, ordenats de major a menor dificultat. En negreta, hi figuren els tres castells que van sumar en la puntuació final de cada colla.
| Pos. | Colla                              | Dia     | 3de10fm | 2de8sf | 4de9sf | 3de9fa | 4de9fa | 5de9f | Pde8fm | 2de9fm | 9de8 | 3de9f | 4de9f | 3de8a | 4de8a | 5de8 | 2de8f | 3de8  | Pde6 | 4de8 | 2de7 | 9de7 | 3de7ps | 5de7a | 7de7 | 5de7 | 4de7a | 3de7a | 3de7 | 4de7 | 2de6 |
| ---- | ---------------------------------- | ------- | ------- | ------ | ------ | ------ | ------ | ----- | ------ | ------ | ---- | ----- | ----- | ----- | ----- | ---- | ----- | ----- | ---- | ---- | ---- | ---- | ------ | ----- | ---- | ---- | ----- | ----- | ---- | ---- | ---- |
| 1    | Castellers de Vilafranca           | Dg 5/10 | c       | c      |        | d      | d      |       |        |        |      |       |       |       |       |      |       |       |      |      |      |      |        |       |      |      |       |       |      |      |      |
| 2    | Colla Vella dels Xiquets de Valls  | Dg 5/10 | c       | c      | i      |        | d      |       |        |        |      |       |       |       |       |      |       |       |      |      |      |      |        |       |      |      |       |       |      |      |      |
| 3    | Colla Jove Xiquets de Tarragona    | Dg 5/10 | c       |        |        | i      |        | d     |        |        | d    |       |       |       |       |      |       |       |      |      |      |      |        |       |      |      |       |       |      |      |      |
| 4    | Xiquets de Tarragona               | Dg 5/10 |         |        |        |        |        |       |        | i, c   |      | d     | d     |       |       |      |       |       |      |      |      |      |        |       |      |      |       |       |      |      |      |
| 5    | Castellers de la Vila de Gràcia    | Dg 5/10 |         |        |        |        |        |       |        |        |      | d     | d     | d     |       |      |       |       |      |      |      |      |        |       |      |      |       |       |      |      |      |
| 6    | Castellers de Barcelona            | Dg 5/10 |         |        |        |        |        |       |        |        |      | d     | d     |       | d     |      |       |       |      |      |      |      |        |       |      |      |       |       |      |      |      |
| 7    | Colla Joves Xiquets de Valls       | Dg 5/10 |         |        | id, id |        |        | d     | i      |        |      | d     |       |       |       |      |       |       |      |      |      |      |        |       |      |      |       |       |      |      |      |
| 8    | Castellers de Sants                | Dg 5/10 |         |        |        |        |        |       |        | i      |      | d     | c     |       |       | d    |       |       |      |      |      |      |        |       |      |      |       |       |      |      |      |
| 9    | Capgrossos de Mataró               | Dg 5/10 |         |        |        |        |        |       |        | i      |      | c     | d     |       |       |      | d     |       |      |      |      |      |        |       |      |      |       |       |      |      |      |
| 10   | Xiquets de Reus                    | Dg 5/10 |         |        |        |        |        |       |        |        |      | d     |       |       |       | d    | d     |       |      |      |      |      |        |       |      |      |       |       |      |      |      |
| 11   | Castellers de Sabadell             | Dg 5/10 |         |        |        |        |        |       |        |        |      | c     |       |       |       | d    | d     |       |      |      |      |      |        |       |      |      |       |       |      |      |      |
| 12   | Nens del Vendrell                  | Dg 5/10 |         |        |        |        |        |       |        |        |      |       |       |       |       |      | d     | d     | d    | d    |      |      |        |       |      |      |       |       |      |      |      |
| 13   | Castellers de Sant Cugat           | Ds 4/10 |         |        |        |        |        |       |        |        |      |       |       |       |       |      | d     | d     |      | d    |      |      |        |       |      |      |       |       |      |      |      |
| 14   | Xicots de Vilafranca               | Ds 4/10 |         |        |        |        |        |       |        |        |      |       |       |       |       | i    | d     | d     |      | d    |      |      |        |       |      |      |       |       |      |      |      |
| 15   | Moixiganguers d'Igualada           | Ds 4/10 |         |        |        |        |        |       |        |        |      |       |       |       |       |      | d     | id, d |      | d    |      |      |        |       |      |      |       |       |      |      |      |
| 16   | Marrecs de Salt                    | Ds 4/10 |         |        |        |        |        |       |        |        |      |       |       |       |       |      | c     | d     |      | d    |      | d    |        |       |      |      |       |       |      |      |      |
| 17   | Xics de Granollers                 | Ds 4/10 |         |        |        |        |        |       |        |        |      |       |       |       |       |      | id    | d     |      | d    | d    |      |        |       |      |      |       |       |      |      |      |
| 18   | Bordegassos de Vilanova            | Ds 4/10 |         |        |        |        |        |       |        |        |      |       |       |       |       |      |       | d     |      | d    | d    | d    |        |       |      |      |       |       |      |      |      |
| 19   | Castellers de Lleida               | Ds 4/10 |         |        |        |        |        |       |        |        |      |       |       |       |       |      | c     | d     |      |      |      |      |        |       | d    |      |       |       |      |      |      |
| 20   | Sagals d'Osona                     | Ds 4/10 |         |        |        |        |        |       |        |        |      |       |       |       |       |      | id, c | d     |      |      |      |      |        |       | d    |      |       |       |      |      |      |
| 21   | Castellers de Sant Pere i Sant Pau | Ds 4/10 |         |        |        |        |        |       |        |        |      |       |       |       |       |      |       | d     |      |      | d    |      |        |       | d    |      |       |       |      |      |      |
| 22   | Castellers del Poble Sec           | Ds 4/10 |         |        |        |        |        |       |        |        |      |       |       |       |       |      |       |       |      | c    | d    |      |        |       |      |      | d     |       |      |      |      |
| 23   | Castellers d'Esplugues             | Ds 4/10 |         |        |        |        |        |       |        |        |      |       |       |       |       |      |       |       |      | d    |      |      | d      |       |      | d    |       |       |      |      |      |
| Pos. | Colla                              | Dia     | 3de10fm | 2de8sf | 4de9sf | 3de9fa | 4de9fa | 5de9f | Pde8fm | 2de9fm | 9de8 | 3de9f | 4de9f | 3de8a | 4de8a | 5de8 | 2de8f | 3de8  | Pde6 | 4de8 | 2de7 | 9de7 | 3de7ps | 5de7a | 7de7 | 5de7 | 4de7a | 3de7a | 3de7 | 4de7 | 2de6 |

## Normativa

### Comissió Assessora
El 21 de març del 2013 es va convocar la primera reunió de la Comissió Assessora del Concurs de Castells, la qual s'encarrega dels aspectes tècnics de la competició. Inicialment, l'òrgan està treballant en l'elaboració d'una nova taula de puntuacions que s'aplicarà en el rànquing classificatori del concurs i el mateix XXV Concurs de castells, i que es preveu presentar pels volts de Sant Joan (23 juny). Com en l'edició anterior, el rànquing classificatori comptabilitzarà els tres millors castells de les cinc millors actuacions de cada colla, des del dia 1 de setembre de 2013 fins al 31 d'agost de 2014, i determinarà les 30 agrupacions més ben classificades que actuaran al concurs.
La Comissió Assessora, que manté una estructura molt similar a la d'anys anteriors, està formada per un president, Pere Ferrando, i setze vocals. Hi tenen veu: un representant de les sis primeres colles classificades en l'edició del 2012 (Castellers de Vilafranca, Colla Joves Xiquets de Valls, Colla Vella dels Xiquets de Valls, Colla Jove Xiquets de Tarragona, Capgrossos de Mataró i Xiquets de Tarragona), un representant de les quatre colles del Consell Municipal de Castells de Tarragona (Xiquets de Tarragona, Colla Jove Xiquets de Tarragona, Xiquets del Serrallo i Castellers de Sant Pere i Sant Pau), un representant de la Coordinadora de Colles Castelleres de Catalunya i cinc representants dels mitjans de comunicació especialitzats (Carles Esteve, Efren Garcia, Pep Ribes, Raquel Sans Guerra i Santi Terraza).

### Jurat
El 10 de juliol del 2014 l'organització del XXV Concurs de castells de Tarragona va constituir el jurat del certamen, el qual s'encarregarà de vetllar pel compliment de la normativa durant els tres dies de la competició. Es formà per set persones enteses en el món casteller. Sis dels seus membres són designats per les sis primeres colles classificades en l'edició anterior (2012) i la setena és triada per l'organització i s'encarrega de presidir el jurat. Els elegits per les colles foren: Eloi Miralles, dels Castellers de Vilafranca; Joan Vilaró, de la Colla Vella dels Xiquets de Valls; Francesc Sánchez, de la Colla Joves Xiquets de Valls; Màrius Castellví, de la Colla Jove Xiquets de Tarragona; Josep Antoni Falcato, a proposta dels Capgrossos de Mataró, i Àngel Conesa, dels Xiquets de Tarragona. Com a president del jurat s'elegí l'historiador vendrellenc Pere Ferrando.

### Taula de puntuacions
El 6 de juny del 2013 la Comissió Assessora del Concurs de Castells va aprovar la taula de puntuacions del XXV Concurs de castells de Tarragona. A mitjans d'agost del 2014 l'organització del concurs de castells, amb el vistiplau de la Comissió Assessora, va incorporar el 2 de 6 i el pilar de 5 a la taula de puntuacions, els quals conformen el "grup 0", i se'ls va assignar una puntuació d'acord amb la proporcionalitat del conjunt de la taula.
| Grup   | Subgrup | Castell | Punts carregat | Punts descarregat |
| ------ | ------- | ------- | -------------- | ----------------- |
| Grup 0 | sub 1   | 2de6    | 135            | 155               |
| Grup 0 | sub 1   | Pde5    | 140            | 160               |
| Grup 1 | sub 1   | 4de7    | 175            | 200               |
| Grup 1 | sub 1   | 3de7    | 185            | 210               |
| Grup 2 | sub 1   | 3de7a   | 245            | 265               |
| Grup 2 | sub 1   | 4de7a   | 255            | 275               |
| Grup 2 | sub 2   | 5de7    | 250            | 290               |
| Grup 2 | sub 2   | 7de7    | 270            | 305               |
| Grup 2 | sub 3   | 5de7a   | 295            | 320               |
| Grup 2 | sub 3   | 3de7ps  | 310            | 335               |
| Grup 3 | sub 1   | 9de7    | 365            | 420               |
| Grup 3 | sub 1   | 2de7    | 385            | 440               |
| Grup 3 | sub 1   | 4de8    | 400            | 460               |
| Grup 3 | sub 2   | Pde6    | 425            | 485               |
| Grup 3 | sub 2   | 3de8    | 445            | 510               |
| Grup 4 | sub 1   | 7de8    | 550            | 635               |
| Grup 4 | sub 1   | 2de8f   | 580            | 665               |
| Grup 4 | sub 1   | Pde7f   | 610            | 695               |
| Grup 4 | sub 2   | 5de8    | 640            | 735               |
| Grup 4 | sub 2   | 4de8a   | 700            | 770               |
| Grup 4 | sub 2   | 3de8a   | 730            | 805               |
| Grup 4 | sub 3   | 5de8a   | 765            | 845               |

| Grup   | Subgrup | Castell | Punts carregat | Punts descarregat |
| ------ | ------- | ------- | -------------- | ----------------- |
| Grup 5 | sub 1   | 4de9f   | 920            | 1.055             |
| Grup 5 | sub 1   | 3de9f   | 965            | 1.110             |
| Grup 6 | sub 1   | 9de8    | 1.210          | 1.390             |
| Grup 6 | sub 2   | 3de8ps  | 1.325          | 1.460             |
| Grup 6 | sub 2   | 2de9fm  | 1.330          | 1.530             |
| Grup 6 | sub 2   | Pde8fm  | 1.395          | 1.605             |
| Grup 6 | sub 3   | 7de9f   | 1.465          | 1.685             |
| Grup 6 | sub 3   | 5de9f   | 1.515          | 1.740             |
| Grup 6 | sub 3   | 4de9fa  | 1.630          | 1.800             |
| Grup 6 | sub 3   | 3de9fa  | 1.680          | 1.855             |
| Grup 6 | sub 4   | 5de9fa  | 1.765          | 1.945             |
| Grup 7 | sub 1   | 4de9sf  | 2.015          | 2.315             |
| Grup 7 | sub 1   | 2de8sf  | 2.065          | 2.375             |
| Grup 7 | sub 1   | 3de10fm | 2.105          | 2.420             |
| Grup 7 | sub 1   | 9de9f   | 2.130          | 2.450             |
| Grup 7 | sub 1   | 4de10fm | 2.215          | 2.550             |
| Grup 7 | sub 2   | 2de9sm  | 2.330          | 2.675             |
| Grup 7 | sub 3   | Pde9fmp | 2.445          | 2.810             |
| Grup 7 | sub 3   | 3de9sf  | 2.565          | 2.950             |

### Premis
El XXV Concurs de castells repartí més de 135.840 € euros entre les colles participants. L'Ajuntament de Tarragona es feu càrrec de les retribucions de les 30 primeres colles classificades (que es van mantenir respecte al 2012), mentre que l'Ajuntament de Torredembarra abonà els premis de les altres 12 colles participants. La següent taula mostra els premis en funció de la classificació obtinguda en el concurs.
| 1r  | 14.850 € |
| 2n  | 9.900 €  |
| 3r  | 8.910 €  |
| 4t  | 7.560 €  |
| 5è  | 6.660 €  |
| 6è  | 5.940 €  |
| 7è  | 5.490 €  |
| 8è  | 5.040 €  |
| 9è  | 4.590 €  |
| 10è | 4.320 €  |
| 11è | 3.960 €  |
| 12è | 3.870 €  |

| 13è | 3.500 € |
| 14è | 3.400 € |
| 15è | 3.300 € |
| 16è | 3.100 € |
| 17è | 3.000 € |
| 18è | 2.900 € |
| 19è | 2.700 € |
| 20è | 2.600 € |
| 21è | 2.500 € |
| 22è | 2.300 € |
| 23è | 2.200 € |
| 24è | 2.100 € |

| 25è | 1.900 € |
| 26è | 1.800 € |
| 27è | 1.700 € |
| 28è | 1.600 € |
| 29è | 1.500 € |
| 30è | 1.400 € |
| 31è | 1.300 € |
| 32è | 1.200 € |
| 33è | 1.100 € |
| 34è | 1.050 € |
| 35è | 1.000 € |
| 36è | 950 €   |

| 37è | 900 € |
| 38è | 850 € |
| 39è | 800 € |
| 40è | 750 € |
| 41è | 700 € |
| 42è | 650 € |